# Comuna Kliusî, Snovsk
Kliusî (în ucraineană Клюси) este o comună în raionul Snovsk, regiunea Cernihiv, Ucraina, formată din satele Kliusî (reședința) și Plohiv.

## Demografie
Componența lingvistică a comunei Kliusî
     Ucraineană (89,69%)
     Rusă (9,97%)
     Alte limbi (0,34%)
Conform recensământului din 2001, majoritatea populației comunei Kliusî era vorbitoare de ucraineană (89,69%), existând în minoritate și vorbitori de rusă (9,97%).